# The House (película de 2017)
The House es una película de comedia estadounidense de 2017 dirigida por Andrew J. Cohen y coescrita por Cohen y Brendan O'Brien. La película está protagonizada por Will Ferrell, Amy Poehler, Jason Mantzoukas, Ryan Simpkins, Nick Kroll, Allison Tolman, Rob Huebel, Michaela Watkins y Jeremy Renner, y sigue a una pareja que abre un casino clandestino en la casa de sus amigos para pagar la matrícula universitaria de su hija.
La fotografía principal comenzó el 14 de septiembre de 2015 en Los Ángeles. La película fue estrenada el 30 de junio de 2017 por Warner Bros. Pictures, recibió reseñas negativas de los críticos y fracasó en la taquilla, recaudando $34 millones en todo el mundo contra su presupuesto de $40 millones.

## Reparto
- Will Ferrell como Scott Johansen
- Amy Poehler como Kate Johansen
- Jason Mantzoukas como Frank Theodorakis
- Ryan Simpkins como Alex Johansen
- Nick Kroll como Bob Schaeffer
- Allison Tolman como Dawn Mayweather
- Rob Huebel como Oficial de Policía Chandler
- Michaela Watkins como Raina Theodorakis
- Jeremy Renner como Tommy Papouli, a local mafia boss
- Cedric Yarbrough como Reggie Henderson
- Rory Scovel como Joe Mayweather
- Lennon Parham como Martha
- Andrea Savage como Laura
- Andy Buckley como Craig
- Kyle Kinane como Kevin Garvey
- Steve Zissis como Carl Shackler
- Sam Richardson como Marty
- Randall Park como Buckler
- Jessica St. Clair como Reba
- Alexandra Daddario como Corsica
- Jessie Ennis como Rachel
- Gillian Vigman como Becky
- Wayne Federman como Chip Dave
- Sebastian Maniscalco como cómico de Stand-Up
- Linda Porter como señota
- Ian Roberts como conductor
- Bruna Rubio como Stripper

## Producción
El 25 de febrero de 2015, se anunció que New Line Cinema había ganado una subasta por el guion de comedia The House, escrito por Brendan O'Brien y Andrew J. Cohen, y que Cohen haría su debut como director con la película. Will Ferrell interpretaría a un esposo que se une a su esposa y vecinos para iniciar un casino ilegal en su sótano, para ganar dinero después de que se pierde la beca universitaria de su hija. Ferrell y Adam McKay produjeron a través de Gary Sanchez Productions, junto con Good Universe y O'Brien. Amy Poehler se unió al reparto el 12 de junio de 2015 para interpretar a la esposa del personaje de Ferrell. El 16 de junio de 2015, Jason Mantzoukas se unió para interpretar al mejor amigo del personaje de Ferrell, que está lidiando con un problema de juego y le da a la pareja la idea de iniciar un casino. El 28 de agosto de 2015, Ryan Simpkins se agregó al elenco para interpretar a la hija de Ferrell y Poehler. El 15 de septiembre de 2015, Cedric Yarbrough se añadió al reparto para interpretar a Reggie Henderson, un trabajador residente suburbano que comienza a apostar en el nuevo casino para desestresarse. Frank Gerrish también se unió a la película. El 18 de septiembre de 2015, Rob Huebel se agregó a la película, y el 21 de septiembre de 2015, Allison Tolman y Michaela Watkins se agregaron al elenco, con Tolman interpretando a un asesor financiero y Watkins interpretando a la esposa del personaje de Mantzoukas. que quiere que firme los papeles de divorcio. Nick Kroll también se unió al elenco. Se suponía que Mariah Carey tendría un cameo en la película, pero tenía lo que el coprotagonista Rob Huebel llamó "múltiples demandas poco realistas".
La fotografía principal de la película comenzó el 14 de septiembre de 2015 en Los Ángeles.

## Estreno
The House fue lanzado el 30 de junio de 2017, por Warner Bros. Pictures. La fecha de estreno original fue el 2 de junio de 2017. La película estuvo disponible para su transmisión en HBO Max el 17 de abril de 2022, a partir del 17 de abril, la película se eliminó de la plataforma de streaming y empezó a ser exclusiva de Amazon Prime Video dentro de la sección MGM Channel.